# Bancourt
Bancourt é uma comuna francesa na região administrativa de Altos da França, no departamento de Pas-de-Calais. Estende-se por uma área de 4,54 km². Em 2010 a comuna tinha 87 habitantes (densidade: 19,2 hab./km²).